# Rabot Dutilleul
 (septembre 2017).
Si vous disposez d'ouvrages ou d'articles de référence ou si vous connaissez des sites web de qualité traitant du thème abordé ici, merci de compléter l'article en donnant les références utiles à sa vérifiabilité et en les liant à la section « Notes et références ».
Rabot Dutilleul est un groupe de BTP français, fondé en 1920 par Henri Rabot et Barthélémy Dutilleul à Croix dans la métropole lilloise. Au fil des années, l’entreprise développe des métiers complémentaires liés au monde de la construction, acquérant ainsi une maîtrise complète de la chaîne de l'immobilier.
Présent en France et Belgique, le groupe familial indépendant compte parmi les principaux acteurs français du BTP. Il est présidé depuis 2013 par François Dutilleul et est détenu à 90 % par la famille Dutilleul et à 10 % par ses collaborateurs.

## Historique
(décembre 2012).
La société Rabot Dutilleul est créée en 1920 (le 2 mars)  par Henri Rabot (ingénieur IDN, aujourd'hui École centrale de Lille, promotion 1905) et Barthélémy Dutilleul. Dès sa création, la société de BTP Rabot Dutilleul s'impose par la pertinence et l'originalité des solutions techniques Béton Armé qu'elle met en œuvre. Ses compétences en études, méthodes et en exécution lui permettent de fidéliser une clientèle d'industries très diversifiées (textile, chimie, agro-alimentaire, etc.). Cette même année, Rabot Dutilleul construit le premier bâtiment pour La Redoute, à Roubaix.
René Dutilleul intègre l'entreprise en 1940 et en devient Président en 1960. Il conserva la direction du Groupe jusqu'en 1986, après avoir constitué une grande partie des sociétés qui le composent aujourd'hui.
- 2 mars 1920 : Création par Henri Rabot et Barthélémy Dutilleul à Croix, en métropole Lilloise de la SARL Henri Rabot et Cie.
- 1945 : Les chantiers s’industrialisent, avec la première utilisation des banches métalliques et de ses prédalles, la préfabrication, l’utilisation de la première grue distributrice inventée par Potain… Rabot Dutilleul utilise tous les nouveaux procédés et nouvelles technologies de l’époque.
- 1960 : Construction d’usines nouvelle génération, entrepôts, centres logistiques, bureaux et hypermarchés…  Rabot Dutilleul se développe dans le Nord Pas de Calais grâce à la préfabrication et au béton précontraint.
- 1963 : Rabot Dutilleul réhabilite une ancienne filature dans laquelle s’installe le premier Auchan, Avenue Motte, quartier des Hauts Champs, à Roubaix.
- 1967 : Construction du premier centre commercial Auchan, à Roncq (59). Rabot Dutilleul sera la première entreprise à construire les centres commerciaux avec une charpente en béton précontraint préfabriquée. Suit une longue période de partenariat entre Auchan et Rabot Dutilleul.
- 1971 : Arrivée de Jean-François Dutilleul (Ingénieur HEI) et de Jean-Pierre Sternheim (Ingénieur IDN-Centrale Lille).
- 1975 : Naissance de la société Gerim, Contractant général, en collaboration avec Astron
- 1981 : Création du pôle promotion immobilière
- 1983 : Arrivée de Jean-François Craye (Ingénieur ISEN).
- 1985 : Création de la société Betsinor Composites
- 1987 : Acquisition de la société Palm Promotion
- 1990 : Transmission de l'entreprise aux trois successeurs de René Dutilleul et mise en œuvre d'une structure Groupe.
- 1992 : Rabot Dutilleul participe au grand chantier du Métro de Lille et construit, au cours des années 1990, le gros-œuvre des six stations enterrées de la ligne 2 qui relie la Gare Lilleurope à Tourcoing. Rabot Dutilleul Travaux Publics réalise également, en groupement, sept stations de métro, cinq ouvrages annexes et un ouvrage cadre sur le tronçon Tourcoing - frontière belge.
- 1995 : Palm Promotion et Rabot Dutilleul Construction réalisent ensemble la Tour Lilleurope (Architectes: C. Vasconi - J.-C. Burdese - P. Vanderdoodt), un immeuble de bureaux d'une hauteur de 110 mètres, surplombant la gare TGV Lilleurope, au cœur du quartier Euralille.
- 1997 : Création de RD bud, entreprise générale de construction polonaise
- 2000 : Norlit Entreprises, entreprise générale de construction basée à Boulogne-sur-Mer (Pas-de-Calais), rejoint le Groupe
- 2003 : Acquisition de Bati Conseil Immobilier (promotion immobilière)
- 2004 : Création de Rabot Dutilleul Partenariats, structure spécialisée dans le montage d’opérations de partenariat public privé et de mission globale relative à un ouvrage ou à un bâtiment public. Le Groupe Rabot Dutilleul avec ses sociétés Betsinor Composites et Palm Promotion participent à la grande fête de Lille 2004 - Capitale Européenne de la Culture - en offrant à la Ville de Lille Les Tulipes de Shangri-La (Yayoi Kusama).
- 2007 : Acquisition des sociétés de promotion immobilière Sedaf et Foncière & Développement Ingénierie
- 2008 : Acquisition des sociétés belges Les Entreprises Louis De Waele et Les Entreprises Simonis - Acquisition de la société GCE (59) - Acquisition de la société Stefco (91)
- 2009 : Fusion des sociétés de promotion immobilière Palm Promotion, Bati Conseil Immobilier et Sedaf entraînant la création de "Nacarat" -  Acquisition de la société Demouy.
- 2011 : Fusion des sociétés GERIM et MCG sous le nom de Gérim.
- 2013 : Nomination de François Dutilleul à la présidence du groupe Rabot Dutilleul - Rachat au groupe Financière Duval l'intégralité des parts du capital de Gérim qu'il détenait jusqu'alors à 50 % - Acquisition de Smart Module Concept - Alliance avec le groupe Pouchain
- 2015 : Création d'iDéel, société de montage immobilier
- 2016 : Changement de nom de filiale : "Stefco" devient "Rabot Dutilleul Construction, Agence  Les Ulis"
- 2017 :Création d'Immo Louis De Waele (Belgique)
- 2020 : Rabot Dutilleul cède la majorité de sa filiale Nacarat à Procivis Nord et conserve 18% des titres. Frédéric Sternheim devient président de la filiale Rabot Dutilleul Construction.

## Les entreprises du groupe
Les sociétés du groupe Rabot Dutilleul :
- Rabot Dutilleul Construction (France) ; Les Entreprises Louis De Waele, Immo Louis De Waele et Les Entreprises Simonis (Belgique)  .
- Rabot Dutilleul Partenariats (PPP)
- iDéel, société de montage immobilier
- Gérim, contractant général
- Archi Graphique

## Données financières
Rabot Dutilleul est détenu à 90 % par la famille Dutilleul et à 10 % par ses salariés.